# Робертс Анцанс
Робертс Анцанс (латис. Roberts Ancāns; 11 листопада 1919, Тальзен — 1 січня 1989, Нью-Йорк) — латиський доброволець військ СС, оберштурмфюрер військ СС. Кавалер Лицарського хреста Залізного хреста.

## Біографія
Син фермера Антона Анцанса. В 1938 році почав вивчати право, був членом Латиського студентського товариства. З 14 жовтня 1939 по 1940 рік проходив військову службу. 1 липня 1941 року вступив у шуцманшафт, в лютому 1942 року перейшов у війська СС. Учасник німецько-радянської війни. 24 грудня 1944 року відзначився під час важких боїв у Курляндії. З 25 січня 1945 року — керівник школи рукопашного бою 19-го запасного польового батальйону військ СС 19-ї гренадерської дивізії військ СС. 8 травня був поранений і евакуйований з Курляндії.
До 1955 року жив у ФРН, потім переїхав у США.

## Нагорода
- Медаль «За зимову кампанію на Сході 1941/42» (5 жовтня 1942)
- Штурмовий піхотний знак в сріблі (12 жовтня 1942)
- Залізний хрест
  - 2-го класу (1 квітня 1943)
  - 1-го класу (27 грудня 1944)
- Дем'янський щит
- Нагрудний знак ближнього бою в бронзі (1944)
- Нагрудний знак «За поранення» в золоті (27 грудня 1944)
- Нарукавний знак «За знищений танк»
- Лицарський хрест Залізного хреста (25 січня 1945)